# Tagtraum

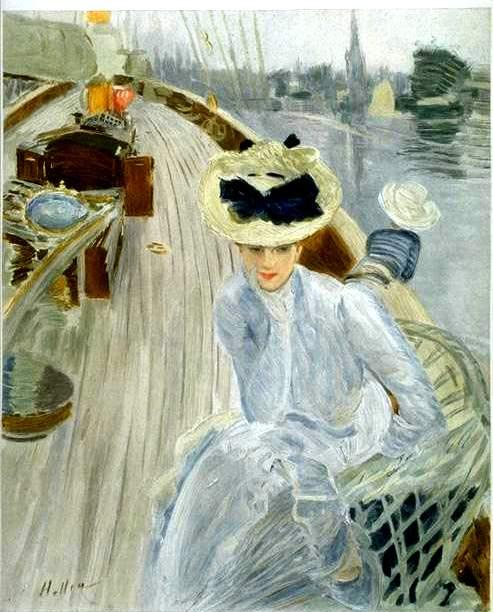
Rêverie von Paul César Helleu

Tagträume (englisch daydream, französisch rêverie) sind bildhafte, mit Träumen vergleichbare Phantasievorstellungen und Imaginationen, die im wachen Bewusstseinszustand erlebt werden. Diese Szenen können im Gegensatz zum gewöhnlichen Traumgeschehen entweder willentlich gesteuert und bewusst herbeigeführt werden oder sich durch Unaufmerksamkeit und Nachlassen der Konzentration von selbst entfalten.
Hierbei entfernt sich die Aufmerksamkeit von den äußeren Reizen der Umwelt, von Einflüssen und Aufgaben und wendet sich der inneren Welt zu.
Der Tagtraum ist damit eine Form der Trance.

## Begriffsgeschichte
Der Begriff geht etymologisch auf das lateinische Oxymoron vigilans somniat zurück. Das altfranzösische Wort rêverie bezog sich auf herumirrendes Vagabundieren und – angelehnt an diese Grundbedeutung – ausschweifendes Delirieren und Phantasieren. Später wurde es für kürzere Kompositionen französischer Komponisten wie Georges Bizet oder Claude Debussy verwendet; auch Robert Schumanns berühmte Träumerei wird im Französischen mit diesem Wort übersetzt.

## Philosophiegeschichte

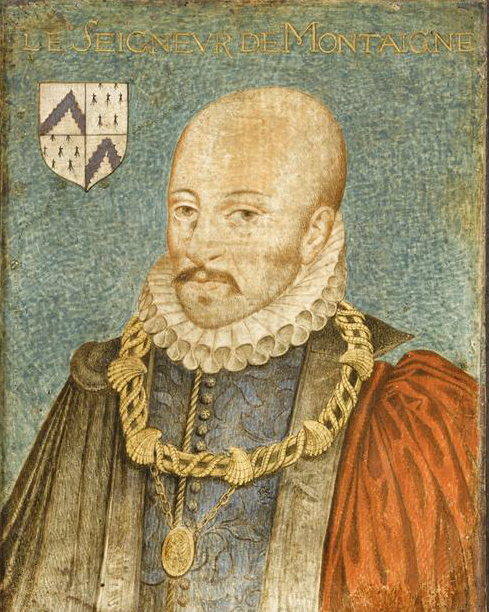
Montaigne bezeichnete sein eigenes Denken als schweifendes Träumen

Für den französischen Philosophen, Schriftsteller und Begründer des literarischen Essays Michel de Montaigne spielte das freie Phantasieren eine besondere Rolle. Er bezeichnete sein eigenes Denken, über dessen rätselhaften Verlauf er Tagebuch führte, als schweifendes Träumen. Zu den Tagträumen zählte er auch die Philosophie, in deren Geschichte sich die Träume der Menschheit finden ließen. Den Topos vom Leben als Traum aufgreifend, verwies er auf die Bedeutung eigentümlicher und alltäglicher Träumereien, „die sich einem Erwachen ebenso hartnäckig verweigern wie die kollektiven Tagträume“.
In einer Phase großer zeitgeschichtlicher Konflikte und Umbrüche – der Entdeckung der Neuen Welt, der Umwälzung des anthropozentrischen, ptolemäischen Weltbildes in der kopernikanischen Wende, aber auch der Schrecken der Bartholomäusnacht – registrierten die Essais die historischen Erfahrungen als Welt- und Selbstbetrachtungen über den Menschen als „einzelnes und geselliges Wesen“.
Montaigne bezeichnete seine Gedanken selbstironisch immer wieder als „Salat“, „verworrenes Geschwätz“, „groteske Missgeburten und Phantastereien.“ Diese Vergleiche sind nicht nur der Bescheidenheit des Autors zu verdanken, der um seinen Ruf besorgt war, sondern folgten einer gezielt eingesetzte Methode, von sich selbst nicht als Ganzes, Einheitliches zu sprechen. „Wir sind alle aus Flicken zusammengesetzt und das so ungestalt und kunterbunt, dass jedes Stück jeden Augenblick ein eigenes Spiel treibt.“
Mit Montaigne wird die Träumerei zur einsamen Reflexion und Meditation aufgewertet.
René Descartes beschäftigte sich mit der Unwillkürlichkeit der Träumerei und hielt an dem von Montaigne eingeführten neuen Sinn fest.

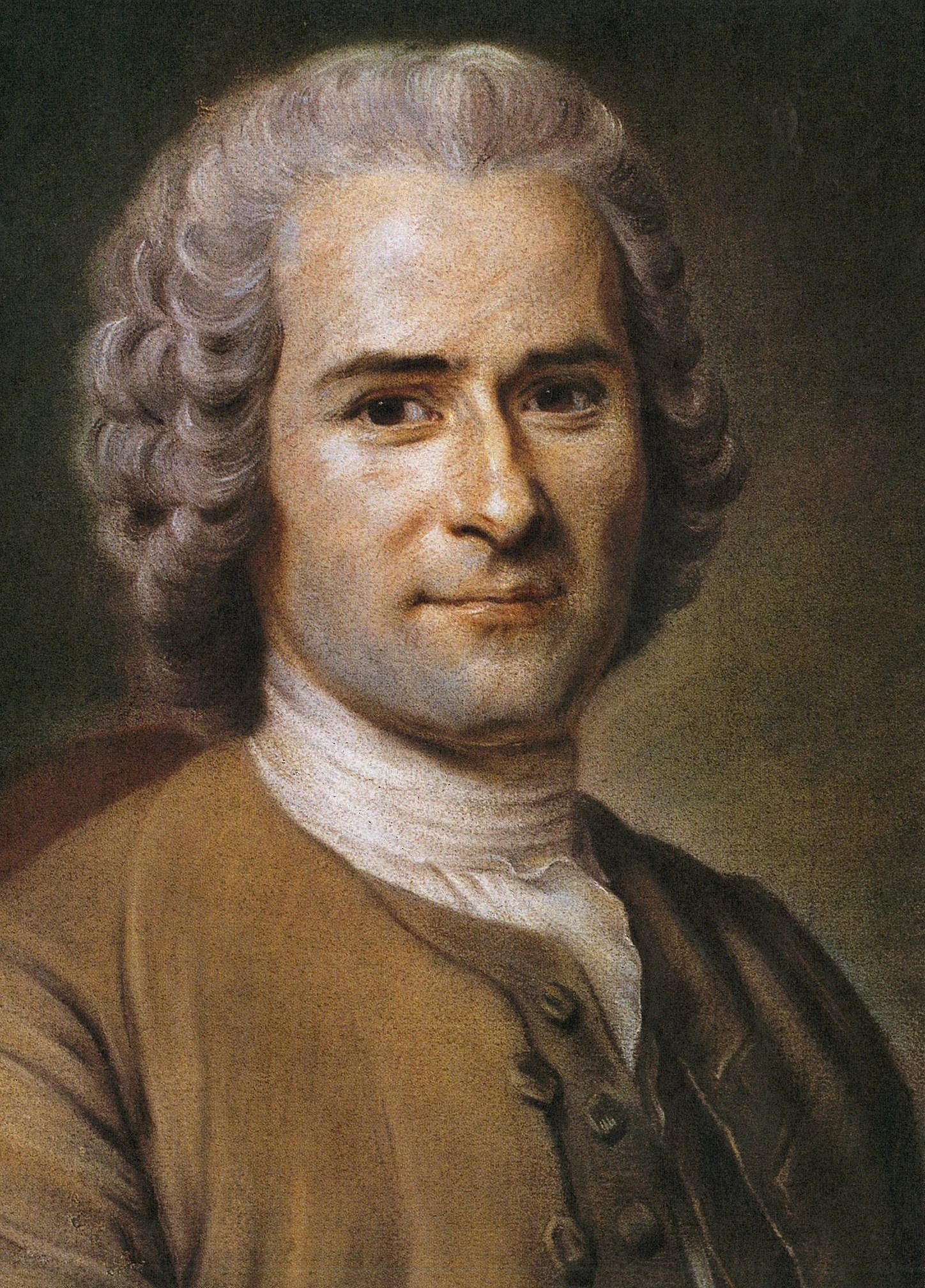
Jean-Jacques Rousseau

In den Bekenntnissen Jean-Jacques Rousseaus verband sich die meditative Rêverie mit Rausch und Vision, Erinnerung und Ekstase. In seinen Rêveries du promeneur solitaire beschrieb er, wie es dem Tagträumenden möglich ist, das überwältigende Glücksgefühl einer Alleinheit mit der Natur und einer andauernden Gegenwart zu empfinden.
Auf Rousseaus Einfluss ist es zurückzuführen, dass die Rêverie mit ihren melancholischen Glücksmomenten als meditative Träumerei zum häufig behandelten Thema vieler Schriftsteller emporstieg.
Auf dem Weg in die Moderne eignete sich auch der Flaneur – wie später der Bohémien Peter Altenberg – diese Haltung an, der „träumende Müßiggänger“ und verwöhnte décadent, dem bisweilen auch Erfahrungen mit Drogen nicht unbekannt waren.
Während der englische Philosoph John Locke bedauerte, dass es in der englischen Sprache kein Äquivalent zum französischen rêverie gab, das den freischwebenden, unreflektierten Vorstellungsverlauf erfasste, orientierte sich Immanuel Kant am traditionellen Sprachgebrauch. In seinem originell-unterhaltsamen Frühwerk Träume eines Geistersehers bezeichnete er die Erdichtungen eines „wachenden Träumers“ als Chimären und Grillen.
Auf die Allgegenwart der Tagträume wies auch Étienne Bonnot de Condillac hin und betonte, dass sich wohl jeder einmal als Held eines Romans vorgestellt und Luftschlösser („Châteaux en Espagne“) erbaut habe.
In Ernst Blochs Prinzip Hoffnung erfährt der Tagtraum eine philosophische Interpretation. Von der Mangelsituation des Lebens ausgehend sind Tagträume „allesamt Träume von einem besseren Leben“ voller utopischer Hoffnung und Möglichkeiten. Sie sind als psychischer Geburtsort des Neuen „Vor-Schein von möglich Wirklichem“, „der Inhalt der Tagphantasie ist offen, ausfabelnd, antizipierend, und sein Latentes liegt vorn.“

## Medizin, Dichtung und Kunst

Der Tagtraum von Dante Gabriel Rossetti

Anfang des 19. Jahrhunderts zog das Wort in die medizinische Literatur ein und wurde zunehmend präzisiert.
Erasmus Darwin etwa bezeichnete die Rêverie als einen Versuch des Geistes, sich von schmerzvollen Empfindungen zu entlasten. Mit dem Phänomen der Entlastung war bereits der Weg für die Ende des Jahrhunderts sich entwickelnde psychologische Analyse gelegt, denn im Hinblick auf die entlastende Funktion des Tagtraums betonte bereits Thomas Beddoes dessen Wunschcharakter („reverie of wishes“).
Darwin grenzte das Delirium vom Tagtraum, dem daydream, ab, bei dem die Entwicklung der Vorstellungen noch willentlich von der Person gesteuert werden können.
Demgegenüber gab es französische Stimmen, die sich gegen die strenge Unterscheidung dieser psychischen Zustände wandten. In der eigentümlichen Assoziation der Vorstellungen erblickten sie ein gemeinsames Merkmal zwischen „Träumerei“ (rêverie) und Traum (rêve) oder sahen bloß graduelle Unterschiede zwischen Traum, Tagtraum und Wahnsinn. Damit wurde der pathologische Aspekt unterstrichen, die Tagträume als Vorstufen zur geistigen Zerrüttung betrachtet und die willentliche Lenkbarkeit der Träume in Frage gestellt.

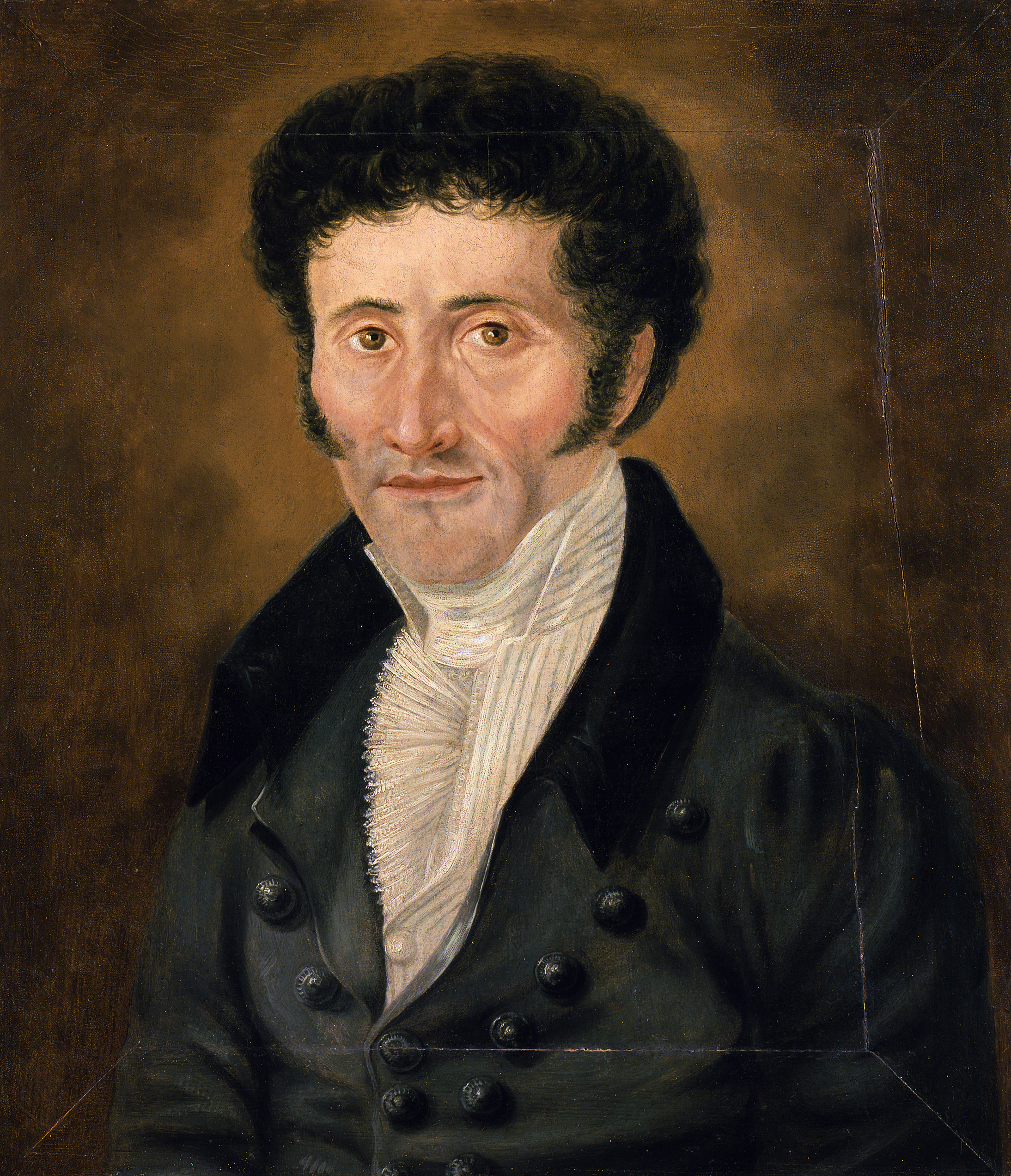
E. T. A. Hoffmann

Dichter wie E. T. A. Hoffmann nutzten Tagträume immer wieder als Motiv und Inspiration ihrer Werke. In den satirischen Lebensansichten des Katers Murr, mit denen Hoffmann den Bildungsroman nach dem Muster eines Wilhelm Meister parodierte, unterhalten sich am Anfang der Kapellmeister Kreisler und sein Freund Meister Abraham über die geistigen Fähigkeiten der Tiere und die Natur ihrer Träume. Dabei erklärt Abraham dem Freund, dass Kater Murr nicht nur sehr lebendig träumt, sondern „häufig in jene sanfte Reverien [gerät], in das träumerische Hinbrüten, in das somnabule Delirieren, kurz, in jenen seltsamen Zustand zwischen Schlafen und Wachen, der poetischen Gemütern für die Zeit des eigentlichen Empfanges genialer Gedanken gilt. In diesem Zustand stöhnt und ächzt er seit kurzer Zeit ganz ungemein, so daß ich glauben muß, daß er entweder in Liebe ist oder an einer Tragödie arbeitet.“

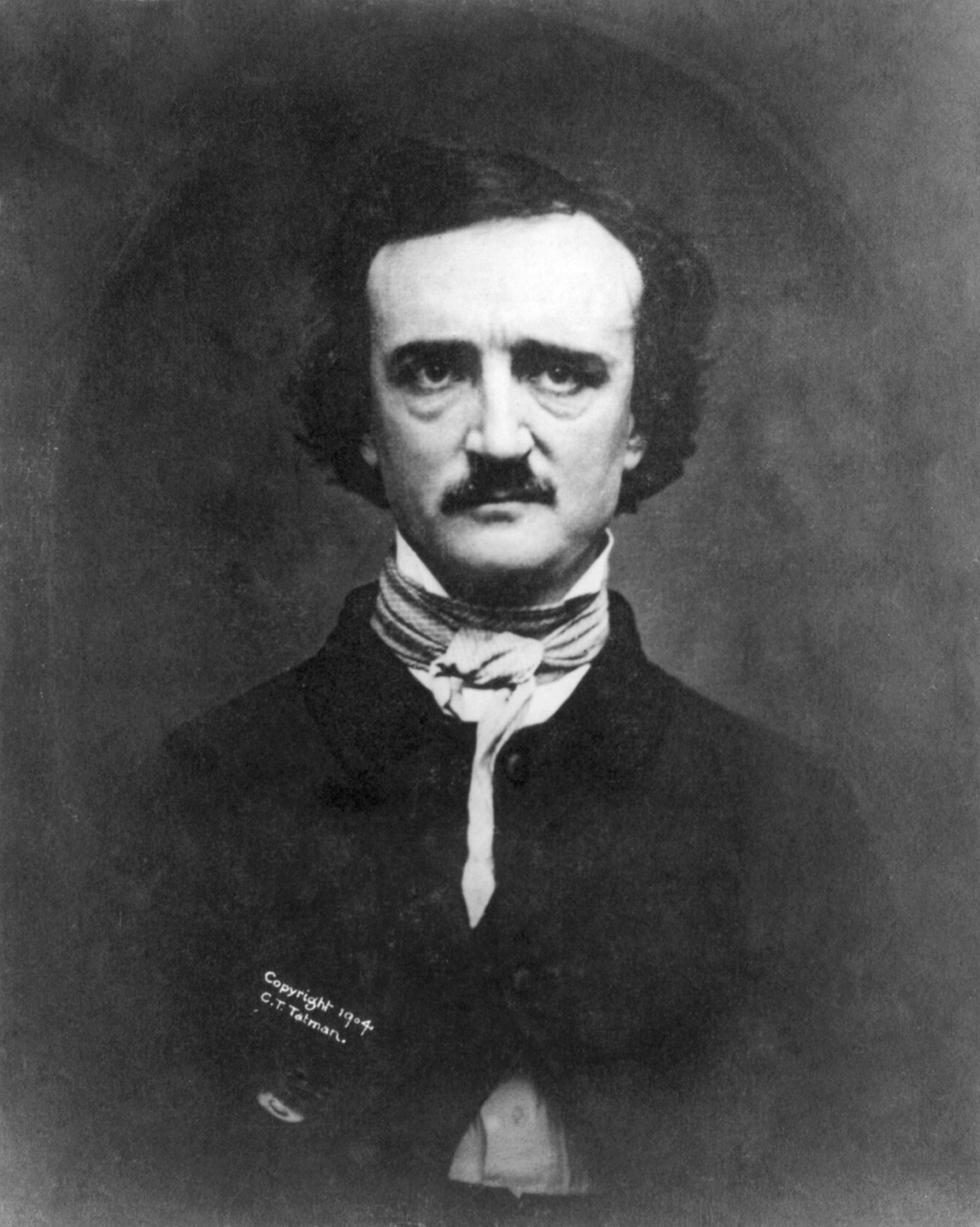
Edgar Allan Poe: Ist Wahnsinn nicht der höchste Grad von Intelligenz?

Ein anderer in der Tradition der Romantik und Nachfolge Hoffmanns stehender Autor, der sich mit Träumen und ihren bisweilen unheimlichen Seiten befasste, war Edgar Allan Poe. In der Einleitung seiner Erzählung Eleonora stellte er die Frage nach der Nähe und Verwandtschaft von Genie und Wahnsinn und dem tieferen Wert von Tagträumen.

„Manche Leute haben mich verrückt genannt; aber die Frage ist […], ob es sich beim Wahnsinn nicht etwa um die luftig-stolzeste Mentalität handeln, […] ob alles was profund ist – nicht vielleicht doch nur dem angegriffenen Denken entspringen könnte […] Sie, die bei Tage träumen, haben Kenntnis von manchen Dingen, welche denen entgehen, die nur bei Nacht zu träumen pflegen.“

Sein Gedicht Ein Traum kreist ebenfalls um das Thema: „Doch Ein Wachtraum von pulsendem Leben und Licht / der brach das Herz in Leide. / Ah, was ist nicht ein Traum bei Tag / für den, dessen Auge gewendet / mit einem Glanz auf der Dinge Plag’, / den helle Vergangenheit spendet?“
In seiner Abhandlung Der Sinn des Wahnsinns entwickelte August Krauss Grundzüge einer Poetik und Rhetorik des Wahns und des Traums. Er bedauerte, dass „die Tagträume, das lose Spiel der Phantasie“, meist unbeachtet blieben, wenn sich in ihren „reicheren Gestaltungen“ nicht „die Grundlage des dichterischen Talentes“ offenbare. Träume der Kindheit würden in den Tag- und Nachtträumen der Erwachsenen unbewusst fortwirken und ihnen „Farbe, Ton und Umrisse leihen.“ Sigmund Freud sah in den Tagträumen gar eine wesentliche Quelle des künstlerischen Schaffens: „Sie sind das Rohmaterial der poetischen Produktion, denn aus seinen Tagträumen macht der Dichter durch gewisse Umformungen, Verkleidungen und Verzichte die Situationen, die er in seine Novellen, Romane, Theaterstücke einsetzt.“ Dieser Zusammenhang wird in der neueren Psychologie auch auf die bildende Kunst ausgeweitet. Dokumentiert ist er insbesondere für die sogenannte Art brut.

## Psychologie

### Allgemeine Erklärung
Unter Tagträumen werden Bilder des inneren Auges verstanden, leichtere Formen von Bewusstseinserweiterungen. Hierbei entfernt sich die Aufmerksamkeit von den äußeren Reizen der Umwelt und unmittelbar anstehenden Aufgaben und wendet sich der inneren Welt zu.
Untersuchungen zeigen, wie weitverbreitet das Tagträumen ist, wenn Menschen allein sind oder sich entspannen. Die meisten Tagträume werden als angenehm und nicht peinlich geschildert und treten kurz vor dem Einschlafen auf; nur selten ist mit ihnen z. B. während der Mahlzeiten zu rechnen.
Tagträume kreisen häufig um praktische Angelegenheiten, die zukünftig zu erledigen sind, und zwischenmenschliche Fragestellungen. Unrealistische Spekulationen und Träume, die sich mit erotischen Phantasien, altruistischen Anliegen und unwahrscheinlichen Glücksfällen – wie der großen Erbschaft, dem Lottogewinn etc. – beschäftigen, kommen etwas seltener vor.
Besonders Kinder neigen dazu, sich in eine imaginäre Welt zu begeben, um vor familiären Problemen, gewalttätigen Eltern und Einsamkeit zu fliehen.
Zwar sind Tagträume weniger intensiv als Träume der Nacht; die Menschen aber unterscheiden sich in dem Ausmaß und der Intensität, mit denen sie sich in ihren „Luftschlössern“ einleben und die andere Welt erleben. Vermutlich hängen die individuellen Unterschiede, die von den üblichen psychologischen Tests nicht erfasst werden können, von überdauernden Persönlichkeitsfaktoren ab.
In der topologischen oder Vektorpsychologie von Kurt Lewin werden Tagträume als Lokomotiven auf die Irrealitätsebene bezeichnet.

### Sigmund Freud

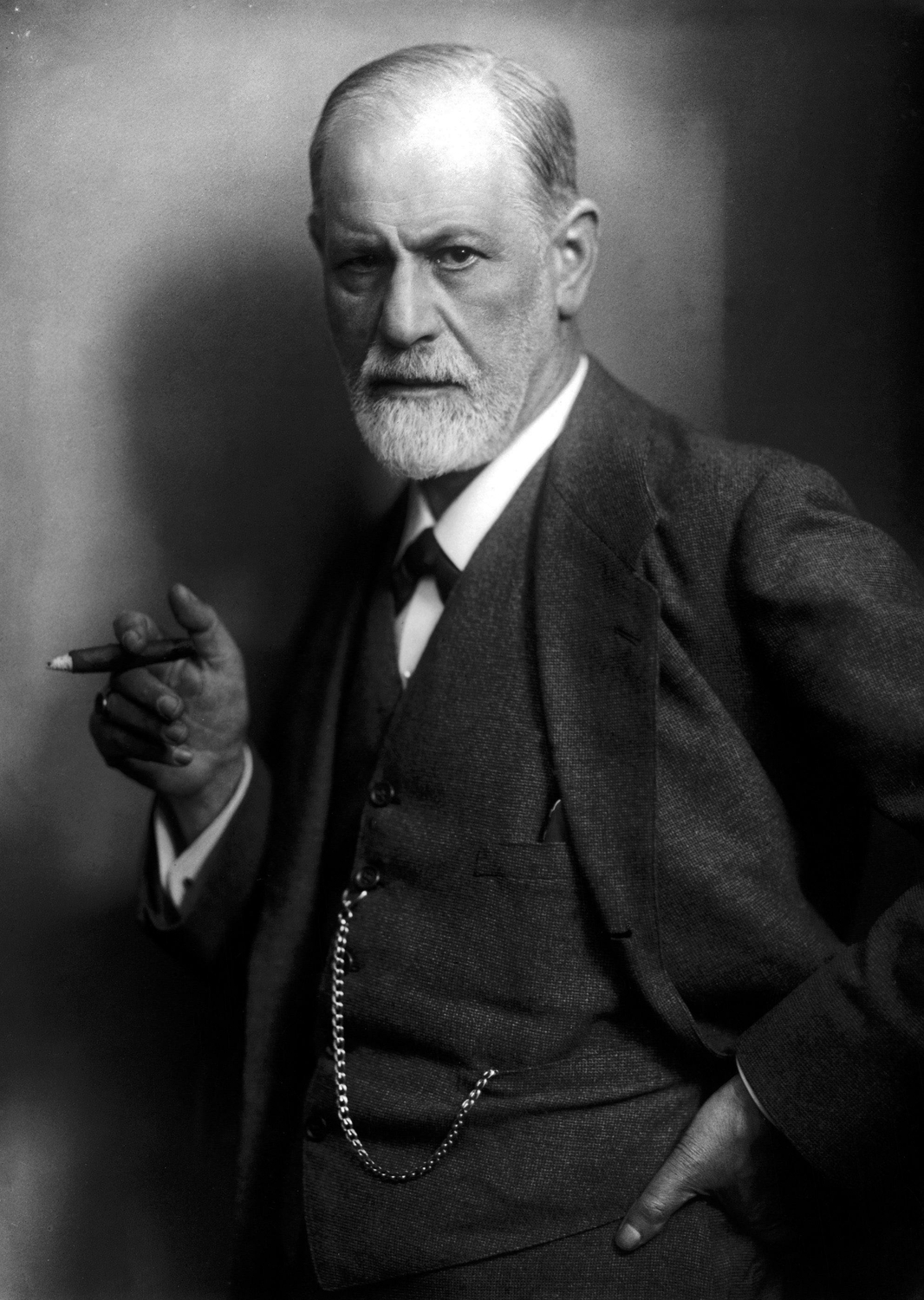
Sigmund Freud:Tagträume sind die nächsten Vorstufen hysterischer Symptome

Sigmund Freud befasste sich in seiner berühmten Traumdeutung ebenfalls mit den Tagträumen oder Tagesphantasien.
Er und Josef Breuer hatten in den Tag- und Wachträumen – dem „Privattheater“ der Patientin Anna O. – die Vorstufe der hypnoiden Zustände erblickt. Später nutzte Freud nur noch den Begriff „Tagtraum“, den er gelegentlich durch das Synonym „Tagesphantasie“ ersetzte.
Im Kapitel Traumarbeit arbeitete er das Verhältnis manifester zu latenten Trauminhalten heraus. Die Unterscheidung dieser beiden Bereiche ist für das Verständnis der Traumlehre Freuds grundlegend. Unter dem manifesten Traum versteht er das als geträumt Erinnerte, das häufig als unerklärliches, „sinnloses“ psychisches Produkt erscheint, als Rebusrätsel aufgefasst werden und mittels bestimmter Leseregeln einer Deutung bzw. Erklärung zugeführt werden kann.
Diese so gewonnene eigentliche Bedeutung ist der latente Inhalt. Aus dem latenten Trauminhalt „entwickelten wir die Lösung des Traums“, wie Freud schrieb.
Dabei sollte geklärt werden, welche Beziehungen der Trauminhalt zu den Traumgedanken hat und wie sich aus diesen der Traum bilden konnte. Bei den latenten Traumgedanken handelt es sich um unbewusste Impulse und Wünsche, die nicht offen zu befriedigen waren und daher in verschleierter Form als Traum erscheinen. Während der manifeste Inhalt, der bereits der Zensur der unvollständigen Erinnerung nach dem Aufwachen unterliegt, die sozial akzeptierte Form darstellt, lauern im latenten Traumgedanken die wahren, unzensierten Inhalte. Im Schlaf kommt auch der sonst aufmerksame Zensor zur Ruhe und lässt die verdrängten Materialien ihr Eigenleben führen.

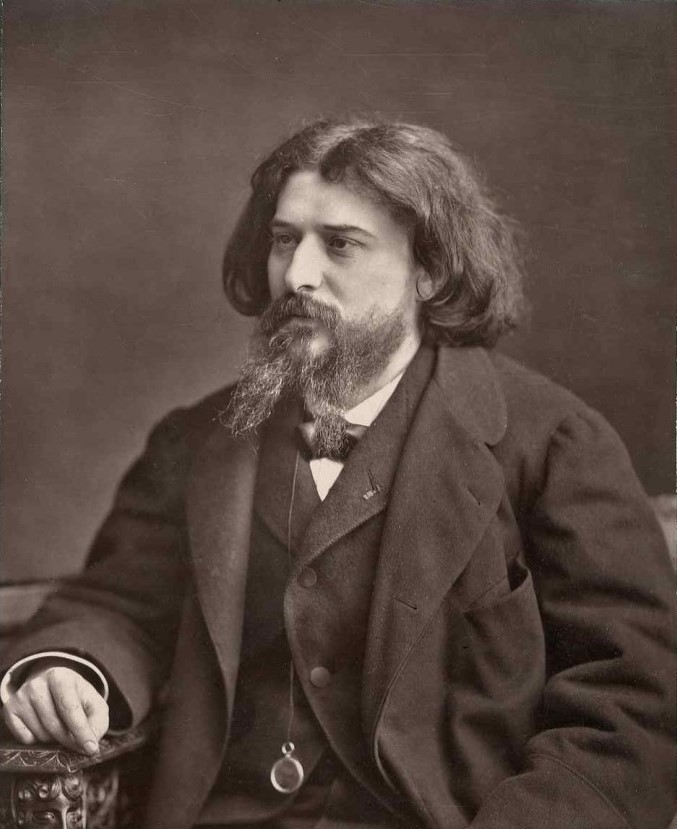
Alphonse Daudet

Latente Traumgedanken sind nach Freud auch für Tagträume verantwortlich. Nach seiner Auffassung haben die Psychiater deren Bedeutung noch nicht erschöpfend erkannt, während sie dem „unbeirrten Scharfblick der Dichter […] nicht entgangen ist.“ So habe der Schriftsteller Alphonse Daudet in seinem Le Nabab die Tagträume einer Nebenfigur geschildert. Die Bedeutung der Psychoanalyse für die Literatur und die Kunst wird hier ersichtlich.
Das Studium der Neurosen führe dazu, in vielen Tagträumen Vorstufen hysterischer Symptome zu erkennen. Das Material der Phantasien könne auch aus verdrängten, unbewussten Zonen kommen. Befasse man sich intensiver mit ihnen, falle es nicht schwer, die Namensgebung als „Träume“ zu verstehen. Es gebe viele Gemeinsamkeiten zwischen Nacht- und Tagträumen, und eine intensivere Beschäftigung mit ihnen hätte das Verständnis der Nachtträume erleichtert.
Wie die Träume sind für Freud auch die Phantasien Wunscherfüllungen und basieren ebenfalls auf den Eindrücken infantiler Erlebnisse. Spüre man ihrem Aufbau nach, werde man inne, „wie das Wunschmotiv, das sich in ihrer Produktion betätigt, das Material, aus dem sie gebaut sind, durcheinandergeworfen, umgeordnet und zu einem neuen Ganzen zusammengefügt hat. Sie stehen zu den Kindheitserinnerungen, auf die sie zurückgehen, etwa in demselben Verhältnis wie manche Barockpaläste Roms zu den antiken Ruinen, deren Quadern und Säulen das Material für den Bau in modernen Formen hergegeben haben.“

### Andere Therapieformen
Für die analytische Psychologie Carl Gustav Jungs und andere, teilweise nicht unumstrittene Therapieformen spielen Tagträume ebenfalls eine Rolle.
Während Imaginationen und Tagträume von der neobehavioristischen Verhaltensforschung zurückhaltend betrachtet wurden, spielen sie in Imaginationstherapien eine größere Rolle.
Tagträume wurden einerseits als eskapistisch und schädlich betrachtet, dienten sie doch der Flucht vor den Herausforderungen des Alltags und der zwischenmenschlichen Beziehungen. Wegen dieser Bedenken beschäftigte man sich lange mit den Nachteilen der Phantasien und Imaginationsfähigkeiten. Andererseits sei in vielen Situationen ein „gesunder Eskapismus“ sinnvoll, um die Realität zu bewältigen. So könne man sich bei langen Zugfahrten, im Wartesaal oder in bestimmten, nicht zu ändernden sozialen Umgebungen mit Phantasien helfen, um der Langeweile zu entkommen, sich die Zeit zu vertreiben und sogar selbstzerstörerische Reaktionen zu vermeiden.

#### Aktive Imagination

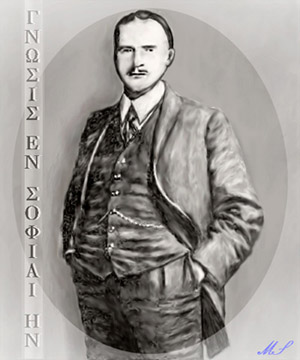
Carl Gustav Jung: Ohne die Einheit von Bewusstsein und Unbewusstem gibt es keine Individuation

Carl Gustav Jung hatte die Traumarbeit durch sein Konzept der Archetypen bereichert, das von der Existenz bestimmter Urbilder in den Tiefenschichten der Seele ausgeht, die der Klient träumend und die Träume verarbeitend entdecken kann. Bei dem von ihm entwickelten Verfahren der aktiven Imagination werden Träume nachgeträumt oder erst als Tagträume in der Therapie bearbeitet und deutend umgesetzt.
Das von Jung stammende, in der Tiefenpsychologie gebräuchliche Konzept der Imago umschreibt eine unbewusste, nicht unbedingt mit der Realität übereinstimmende Vorstellung, die man sich von einer bestimmten Person macht. Diese Vorstellung kann in einen Tagtraum eingehen, den der Therapeut unterstützt.
C. G. Jung erläuterte einem Ratsuchenden in einem Brief seine Methode der aktiven Imagination:

„Bei der aktiven Imagination kommt es darauf an, daß Sie mit irgendeinem inneren Bild beginnen. Betrachten Sie das und beobachten Sie genau, wie es sich entfaltet oder zu verändern beginnt. Vermeiden Sie jeden Versuch, es in eine bestimmte Form zu bringen […] Jedes seelische Bild […] wird sich früher oder später umgestalten, und zwar aufgrund spontaner Assoziationen […] Auf diese Weise können Sie nicht nur Ihr Unbewusstes analysieren, sondern Sie geben dem Unbewussten eine Chance, Sie zu analysieren. Und so erschaffen Sie nach und nach die Einheit von Bewusstsein und Unbewusstem, ohne die es überhaupt keine Individuation gibt.“

#### Bildimagination
Bei der zur Imaginationstherapie zählenden Bildimagination arbeitet der Therapeut mit geträumten oder vorgegebenen Bildern, mit denen beim Klienten innere Bilder hervorgerufen werden. Innerhalb dieser Therapiegruppe ist die Psychoimaginationstherapie J. E. Shorrs am bekanntesten. Bei ihr soll es sich um einen phänomenologischen und dialektischen Prozess handeln, bei dem der Schwerpunkt der Interpretation auf der subjektiven Bedeutung, der Imagination und dem vorgestellten Bild liegt. Der Therapeut zeigt Vorlagen oder verlangt imaginäre Traumvorstellungen ab, hinterfragt diese auf ihre Bedeutung oder nutzt sie zur phantasievollen Ausschmückung.

#### Traum- und Tagtraumtherapien
Die Traum- und Tagtraumtherapien ähneln sich, da sich während der Wachtraumtherapie die nächtlichen Träume den Wachträumen angleichen.
Die Therapie verfolgt drei Ziele: Wachträume sollen eingeübt, auf den Lebensplan übertragen werden und eine als Umkehr bezeichnete bleibende Veränderung im Denken, Fühlen und Verhalten bewirken. Das Schwergewicht des Verfahrens liegt auf dem ersten Ziel: Im Geiste reist der Klient über Brücken mit Hin- und Rückweg und befasst sich mit weiteren fokussierten Inhalten.
Ein anderes in diese Gruppe gehörendes Verfahren ist die von Hanscarl Leuners entwickelte, psychoanalytisch fundierte Katathym-Imaginative-Psychotherapie, bei welcher der Klient ebenfalls zu bildlichen Vorstellungen – Imaginationen – angeregt wird. Mit den so ans Licht des Bewusstseins gehobenen Motiven und Eigentümlichkeiten sollen ihm unbewusste Konflikte verdeutlicht werden.

## Neurophysiologie
Neurowissenschaftler stellten in einem Versuch mit 19 Testpersonen fest, dass die Gehirne vor allem dann zu Tagträumen neigen, wenn die Probanden wenig arbeiten mussten. Wenn keine anspruchsvollen Aufgaben zu lösen waren, begannen ihre Gedanken umherzuschweifen.
Bei diesen Tagträumen wurden bestimmte Gehirnregionen aktiviert, die sich deutlich von denen unterschieden, die für die konzentrierte Arbeit genutzt wurden. Die Tagträume waren umso intensiver, je aktiver das neuronale Netzwerk war. Wenn die Probanden untätig waren, wurden die meisten Träume induziert. In diesem Zustand war das „Standardnetzwerk“ (Default Mode Network) am aktivsten, ein über das ganze Gehirn verteiltes Netz von Arealen. Dessen Aktivität sank entsprechend, wenn die Probanden wieder Aufgaben lösen sollten.
Die Bedeutung des Standardnetzwerks für die Entstehung von Tagträumen war auch in früheren Untersuchungen bestätigt worden. Wird ein Teil des Netzwerks – etwa durch einen Unfall – beschädigt, fehlen den Betroffenen spontane Einfälle und Gedanken und sie berichten von geistiger Leere und anderen Missempfindungen.
Über die biologische Funktion der Tagträume werden unterschiedliche Spekulationen angestellt. Sie könnten den Menschen antreiben und ihm helfen, langweilige Tätigkeiten zu ertragen, ein Gefühl für die Zusammenhänge seiner Vergangenheit, Gegenwart und Zukunft geben. Allerdings sei es nicht ausgeschlossen, dass Tagträume keinen praktischen Wert haben und nur entstehen, weil das Gehirn dazu fähig sei.